# Elektrotehnička škola „Mija Stanimirović” Niš
Elektrotehnička škola „Mija Stanimirović” je srednja škola u Nišu u Gradskoj opštini  Palilula. U školi se obrazuju učenici elektro struke.

## Istorija

### Škola nekada
ETŠ “Mija Stanimirović” je osnovana 1. avgusta 1949. godine. S radom je počela 1. septembra iste godine u jednoj od zgrada  RR u Nišu. U to vreme bila je niža Industrijska škola u kojoj su se obučavali kadrovi za industriju radio i rendgen aparata. Školovanje je trajalo tri godine, a većina tadašnjih učenika bila je smeštena u školskom internatu. U prvoj školskoj godini (1949/50.) upisana su tri odeljenja, sa ukupno 78 učenika. Iz te prve generacije njih pedeset devetoro je 1952. dobilo diplomu o završenom školovanju.
U školskoj 1952/53. godini škola dobija naziv Industrijska škola Zavoda RR “Mija Stanimirović”. Tokom vremena, sa povećanjem broja učenika, javila se i potreba za proširenjem prostora, pa je 1967. godine škola preseljena iz kruga Elektronske industrije u novu zgradu (koja se nalazila ispred EI Niš).
Godine 1973. formiran je Elektrocentar Niš, kao obrazovno-vaspitna organizacija elektrotehničke struke, sa OOUR ETŠ “Mija Stanimirović” i ETŠ “Nikola Tesla”. Svaka škola imala je svog direktora, sekretara i Savet škole, a zajedničko im je bilo računovodstvo, pedagog i psiholog. Elektrocentar se ukida 15. novembra 1989. godine, a ETŠ “Mija Stanimirović” nastavlja samostalno da se razvija i radi u novoj zgradi na Bulevaru Veljka Vlahovića 82-84 (danas Bulevar cara Konstantina), gde se i danas nalazi.
Osim zanimanja trećeg stepena, uvedena su i četvorostepena zanimanja. Svršeni učenici škole uglavnom su se zapošljavali i bili nosioci razvoja nekada velikog industrijskog giganta EI Niš, a neki su daljim školovanjem i usavršavanjem postali i istaknuti rukovodioci.
U istorijatu škole veoma je važan period od 1985. do 1989. godine. Tada je izvršena rekonstrukcija i dogradnja još jednog sprata, a školski prostor je postao bogatiji za specijalizovane kabinete (laboratorije) namenjene izvođenju laboratorijski vežbi i praktične nastave. U prizemlju se nalazilo jedanaest učionica, radionica za praktičnu nastavu i sala za fizičko vaspitanje, a na spratu televizijski studio, kabinet za strane jezike, biblioteka, deset laboratorija za opšte i uže stručne predmete i praktičnu nastavu, dve računarske učionice, kabinet aktiva srpskog jezika i kancelarija školskog psihologa. Deo praktične nastave i laboratorijskih vežbi iz pojedinih usko stručnih predmeta izvodio se u preduzećima koja su raspolagala odgovarajućom opremom.
Relativno uspešno je prebrođen problematičan period ekonomske krize, ratnih događanja i političkih previranja devedesetih godina 20. veka, da bi se u prvoj deceniji 21. veka škola aktivno uključila u mnoge inicijative za reformu srednjeg stručnog obrazovanja u Srbiji. I sama je bila pokretač brojnih novih ideja u procesu uvođenja inovacija u oblast obrazovanja. Istovremeno je novim prostorima i sadržajima obogatila svoj izgled i radno okruženje. Sve to rezultovalo je jednom potpuno novom slikom škole 21. veka, u kakve se ETŠ „Mija Stanimirović“ danas s pravom može uvrstiti. 

### Škola danas
ETŠ „Mija Stanimirović“ je na putu svog postojanja (dugom 63 godine) prošla kroz različite reforme, prostorna rekonstruisanja i dograđivanja. Zahvaljujući dobro uređenom i održavanom radnom prostoru, savremenoj opremi i metodama izvođenja teorijske i praktične nastave, kao i bogatim ljudskim resursima, može se reći da ona danas predstavlja jednu od najsavremenijih škola u Srbiji. Smeštena je u prijatnom ambijentu zelenila, na putu ka Niškoj Banji i u neposrednoj blizini arheološkog nalazišta Medijana.
U ETŠ „Mija Stanimirović“ se obrazuje oko 760 učenika za šest zanimanja četvrtog stepena. Osim redovnih učenika, škola se bavi prekvalifikacijom i dokvalifikacijom vanrednih učenika za zanimanja trećeg, četvrtog i petog stepena. Bezbednost učenika prioritet je u strategiji i organizaciji škole. Osim standardnih metoda dežurstava, ona je ostvarena i efikasnim elektronskim sistemom zaštite i video nadzorom, a uspostavljena je i čvrsta saradnja sa školskom policijom. Sve to rezultiralo je mirom i bezbednim uslovima rada.
Školska zgrada ima dva nivoa. U prizemlju se nalazi 13 učionica za izvođenje teorijske nastave, kabinet za strane jezike i građansko vaspitanje i nekoliko službenih prostorija za rukovodstvo i administrativno osoblje škole. Tu je i sala s teretanom za izvođenje časova fizičkog vaspitanja i druge sportske aktivnosti u školi. Na spratu su savremeno opremljeni kabineti (laboratorije) za elektroniku, merenja, telekomunikacije, radio i video tehniku, multimediju, praktičnu nastavu, tri računarska kabineta, sala za multimedijalne prezentacije i nastavu, TV studio, prostorija za rad s vanrednim učenicima, biblioteka sa Internet klubom, prostor za prijem roditelja i nekoliko službenih prostorija za osoblje. Osim toga, u dvorištu škole se nalazi autogaraža sa savremenim uređajima za dijagnostiku, pratećim prostorijama, kao i spoljni teren za male sportove. U školi funkcioniše i računarska mreža sa više od 70 računara.
Posebna pažnja u školi posvećuje se ljudskim resursima. Škola ima 103 zaposlenih, a u nastavi je angažovano 78. Skoro svi zaposleni nastavnici prošli su kroz neki oblik edukacije (razni oblici računarske obuke, reforma, školski programi, modularni sistemi, obuke iz oblasti struke, pedagogije i psihologije...). Zahvaljujući tome i sopstvenoj inicijativi i aktivnošću, a u saradnji sa odgovarajućim obrazovnim organizacijama i institucijama, ona je uspela da u potpunosti izmeni strukturu dosadašnjih prevaziđenih obrazovnih profila i uvede četiri nova ogledna zanimanja osmišljena potpuno u skladu sa savremenim trendom razvoja računarskih i informaciono-komunikacionih tehnologija. Rezultati tih aktivnosti ogledaju se u znatnom povećanju broja i kvaliteta učenika koji se odlučuju za upis u ovu školu, kao i u njihovim rezultatima i postignućima u nastavnim i vannastavnim aktivnostima. 

### Obrazovni profili
- Elektrotehničar informacionih tehnologija - ogled
- Administrator računarskih mreža
- Elektrotehničar za elektroniku na vozilima – ogled
- Elektrotehničar telekomunikacija – ogled
- Elektrotehničar multimedija
- Elektrotehničar telekomunikacija
- Elektrotehničar elektronike [3]